# Mireasa lui Frankenstein
Mireasa lui Frankenstein (în engleză Bride of Frankenstein) este un film științifico-fantastic de groază american din 1935. Este prima continuare a filmului Universal Pictures din 1931, Frankenstein și unul din rarele filme care sunt mult mai bune decât filmul original pe care se bazează.
Ca și filmul din 1931, Mireasa lui Frankenstein a fost regizat de James Whale, iar Boris Karloff reinterpretează rolul monstrului lui Frankenstein. În această continuare Elsa Lanchester are un rol dublu: acela al scriitoarei Mary Shelley și al partenerei monstrului la sfârșitul filmului. Colin Clive reinterpretează rolul lui Henry Frankenstein și Ernest Thesiger joacă rolul medicului Septimus Pretorius Filmul începe ca o continuare imediată a evenimentelor care au încheiat filmul anterior și este bazat pe un sub-scenariu al romanului original din 1818, Frankenstein de Mary Shelley. În film, Henry Frankenstein își abandonează planurile de a crea viață, doar pentru a fi ispitit și, în sfârșit, forțat de vechiul său mentor Dr. Pretorius și de amenințările monstrului, ca să construiască o parteneră artificială pentru monstru. 
Pregătirile pentru filmarea acestei continuări au început la scurt timp după premiera primului film, însă problemele legate de scenariu au întârziat proiectul. Filmările principale au început în ianuarie 1935, cu echipa de creație a filmului original care a revenit atât în fața cât și în spatele camerei de filmat. Mireasa lui Frankenstein a avut succes la lansare, deși a întâmpinat dificultăți cu unele organe de cenzură din mai multe țări. De la lansare, reputația filmului a crescut și a fost considerat capodopera regizorului Whale. În 1998, filmul a fost adăugat în Registrul Național de Film de către Biblioteca Congresului Statelor Unite ale Americii, fiind considerat „semnificativ din punct de vedere cultural, istoric și estetic”.

## Prezentare
Într-o noapte furtunoasă, Percy Bysshe Shelley (Douglas Walton) și Lord Byron (Gavin Gordon) o laudă pe Mary Shelley (Elsa Lanchester) pentru povestea ei despre Frankenstein și despre monstrul său. Reamintindu-le că intenția ei era să transmită o lecție morală, Mary afirmă că mai are mult din această poveste de spus. Apoi povestea filmului se schimbă în anul 1899, după evenimentele de la sfârșitul peliculei Frankenstein din 1931.
Sătenii s-au adunat în jurul morii de vânt care arde, lucru care a dus la moartea aparentă a monstrului (Boris Karloff). Bucuria lor este temperată de faptul că Henry Frankenstein (Colin Clive) este, de asemenea, aparent mort. Hans (Reginald Barlow), tatăl fetei-creatură înecată în filmul anterior, dorește să vadă oasele monstrului. El cade într-o groapă inundată de sub moară, unde monstrul - după ce a supraviețuit focului - îl strangulează lăsându-l aparent mort. Ridicându-se din groapă, monstrul provoacă moartea soției lui Hans (Mary Gordon). Apoi se întâlnește cu Minnie (Una O'Connor), care fuge terorizată.
Trupul lui Henry este dus la logodnica sa Elizabeth (Valerie Hobson) în castelul lor ancestral. Minnie dă alarma în ceea ce privește monstrul, dar avertismentul ei nu este luat în seamă. Elizabeth își dă seama că Henry este încă în viață. În timp ce este îngrijit de către Elizabeth, Henry renunță la creația sa, dar încă crede că destinul lui este să afle secretul vieții și al nemuririi. Elizabeth, isterică, începe să strige că vede Moartea venind, prefigurând venirea fostului mentor al lui Henry, medicul Septimus Pretorius (Ernest Thesiger). În camerele sale, Pretorius îi arată lui Henry mai mulți homunculi pe care i-a creat, inclusiv o regină în miniatură, un rege, un arhiepiscop, un diavol, o balerină și o sirenă. Pretorius dorește să lucreze cu Henry pentru a crea o parteneră a monstrului și ține un toast pentru munca lor: „Pentru o lume nouă a zeilor și a monștrilor!” După ce îl forțează pe Henry să-l ajute, Pretorius va crește un creier artificial în timp ce Henry strânge părțile componente pentru realizarea Miresei.
Monstrul salvează o tânără ciobăniță (Anne Darling) de la înec. Când îl vede cine e, începe să țipe, alertând doi vânători care trag în el și-l rănesc. Vânătorii adună o mulțime de oameni ca să-l urmărească. Este capturat și legat de un par, apoi monstrul este târât într-o temniță și legat. Lăsat singur, își rupe lanțurile, omoară gardienii și fuge în pădure. 
În acea noapte, monstrul întâlnește o familie de țigani și își pârlește mâna în focul acestora de tabără. Atras de sunetul unei vioare cântând Ave Maria, monstrul întâlnește un bătrân pustnic orb care îl mulțumește lui Dumnezeu că i-a trimis un prieten. El învață monstrul cuvintele precum „prieten” și „bun” și împarte masa cu el. Doi vânători rătăciți ajung în cabană și îl recunosc pe monstru. El îi atacă și dă foc fără să vrea cabanei, în mod accidental cabana, în timp ce vânătorii îl duc pe bătrânul pustnic departe.
După ce se ascunde într-o criptă de o altă mulțime furioasă, monstrul îi spionează pe Pretorius și pe adepții săi, Karl (Dwight Frye și Ludwig (Ted Billings) care deschid un mormânt. Adepții pleacă în timp ce Pretorius rămâne să se bucure de o cină ușoară. Monstrul se apropie de Pretorius și află că Pretorius intenționează să-i creeze o parteneră.
Henry și Elizabeth, acum căsătoriți, sunt vizitați de Pretorius. El îi cere lui Henry să respecte înțelegerea în ceea ce privește „colaborarea lor supremă”. Henry refuză și Pretorius cheamă monstrul care îi cere ajutor lui Henry. Henry refuză din nou. Pretorius o răpește pe Elizabeth și îi va da drumul numai dacă Henry va colabora. Henry se întoarce în laboratorul său din turn unde devine excitat în ceea ce privește munca sa. După ce a fost asigurat că Elizabeth este bine, Henry completează trupul Miresei lui Frankenstein.
O furtună se dezlănțuie în timp ce pregătirile finale sunt făcute pentru a aduce mireasa la viață. Corpul ei înfășurat în bandaje este ridicat prin acoperiș. Fulgerul lovește un zmeu, trimițând electricitate prin Mireasă. Henry și Pretorius o coboară și își dau seama de succesul lor. „E vie!” a țipat Henry. Ei îi îndepărtează bandajele și o ajută să stea. „Mireasa lui Frankenstein!” a strigat doctorul Pretorius.
Monstrul coboară pe trepte după ce l-a ucis pe Karl pe acoperiș și o vede pe partenera sa (Elsa Lanchester). Monstrul excitat ajunge la ea, întrebând-o: „Prieten?” Mireasa, țipând, îl respinge. „Mă urăște, ca toți ceilalți”, a spus deprimat monstrul. În timp ce Elizabeth se îndreaptă spre Henry, monstrul vine furios în laborator. Monstrul îi spune lui Henry și Elizabetei „Da! Mergeți! Sunteți vii!”, apoi lui Pretorius și Miresei le spune: „Voi rămâneți, noi suntem morți!” În timp ce Henry și Elizabeth fug, monstrul lăcrimează și trage de o pârghie care declanșează distrugerea laboratorului și a turnului.

## Distribuție
- Boris Karloff ca Monstrul lui Frankenstein (menționat KARLOFF)
- Colin Clive ca Henry Frankenstein
- Valerie Hobson ca Elizabeth Frankenstein
- Ernest Thesiger ca medicul Pretorius
- Elsa Lanchester ca Mary Wollstonecraft Shelley/Mireasa lui Frankenstein
- Gavin Gordon  ca Lord Byron
- Douglas Walton ca Percy Bysshe Shelley
- Una O'Connor ca Minnie
- E. E. Clive ca primar (în germană Bürgermeister)
- Lucien Prival ca majordomul
- O.P. Heggie ca pustnicul din cabană
- Dwight Frye ca Karl, omul lui Pretorius
- Ted Billings ca Ludwig, omul lui Pretorius
- Reginald Barlow ca Hans
- Mary Gordon ca soția lui Hans
- Anne Darling ca ciobănița
- Walter Brennan ca un țăran (nemenționat)
- John Carradine ca un vânător (nemenționat)

## Producție

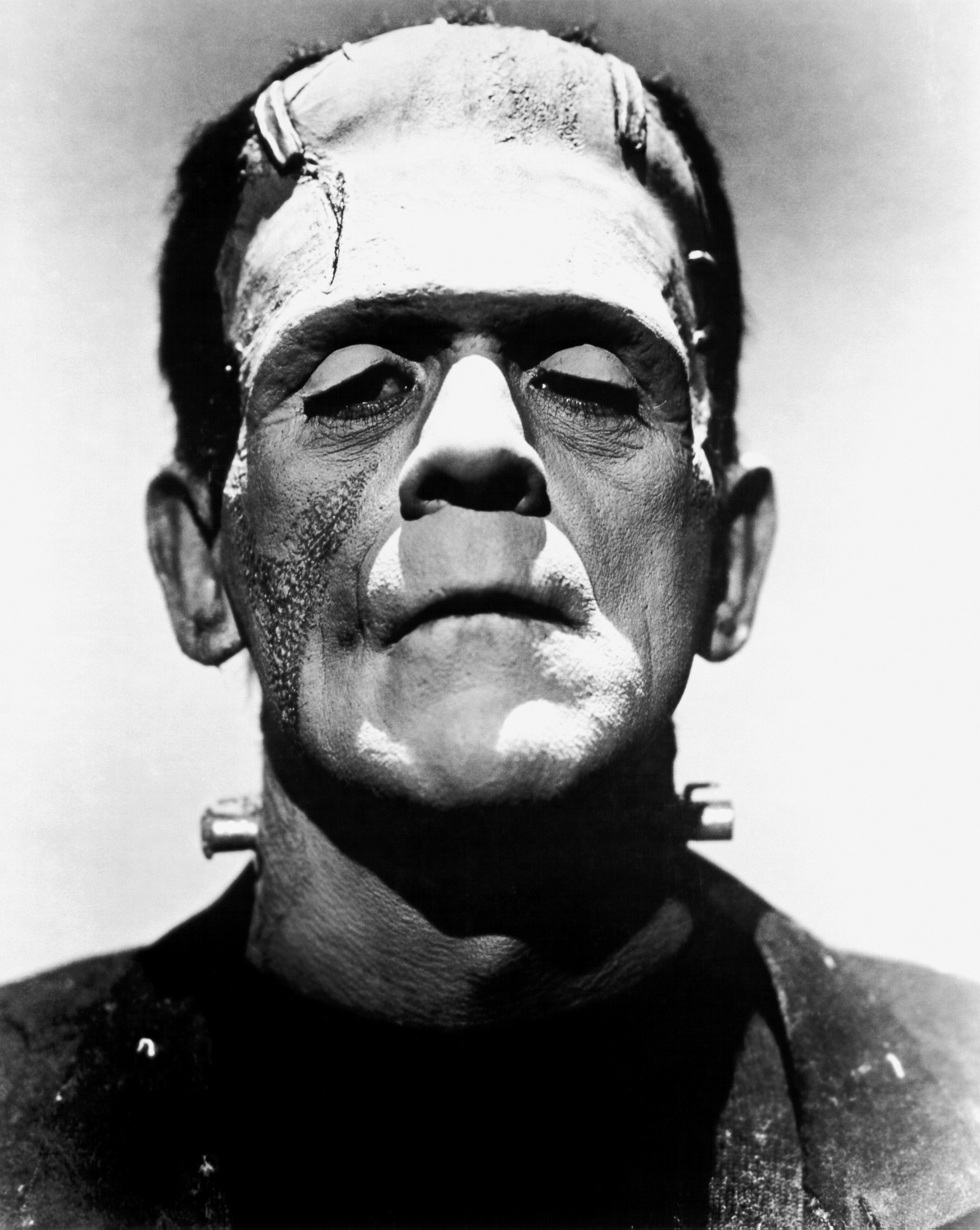
Boris Karloff în rolul monstrului lui Frankenstein din Mireasa lui Frankenstein (1935)

Universal a luat în considerare realizarea unei continuări a filmului Frankenstein încă de la primele previzualizări ale acestuia în 1931, după care finalul filmului a fost modificat pentru a permite supraviețuirea lui Henry Frankenstein. James Whale inițial a refuzat să regizeze Mireasa lui Frankenstein, crezând că „a scurs deja ideea până s-a uscat” în primul film. După succesul lui Whale cu Omul invizibil (1933), producătorul Carl Laemmle, Jr. și-a dat seama că singurul regizor care poate regiza noul film este Whale; Whale a profitat de situație pentru a convinge studioul să-l lase să facă filmul One More River (1934). Whale a crezut că Mireasa lui Frankenstein nu va avea succesul filmului original, asa ca s-a hotărât în schimb să-l facă ca pe un „eșec” memorabil. Potrivit unui publicist al studioului, Whale și psihiatrul studioului Universal au decis că „Monstrul ar avea vârsta mentală a unui băiat de zece ani și vârsta emoțională a unui băiat de cincisprezece ani”.
Scenaristul Robert Florey a scris schița scenariului, denumită The New Adventures of Frankenstein — The Monster Lives!, dar a fost respinsă fără comentarii la începutul anului 1932. Scenaristul de la Universal, Tom Reed, a scris o altă schiță a scenariului sub denumirea The Return of Frankenstein, un titlu care a fost folosit până când au început filmările. După ce i-a fost acceptat acest scenariu în 1933, Reed a scris un scenariu complet care a fost trimis biroului Hays spre examinare. Scenariul a fost aprobat, dar Whale, care între timp a semnat pentru a regiza filmul, s-a plâns despre acesta și a afirmat că „miroase urât până la cer”. L. G. Blochman și Philip MacDonald au fost următorii scenariști desemnați să lucreze la scenariul filmului, dar Whale nu a fost mulțumit nici de munca acestora. În 1934, Whale l-a pus pe John L. Balderston să lucreze la o altă versiune și acesta a găsit un incident în romanul original în care creatura cere să-i fie creată o parteneră. În roman, Frankenstein îi creează o parteneră, dar o distruge înainte să-i dea viață. Balderston a creat și un prolog al lucrării lui Mary Shelley. După câteva luni, Whale încă nu era mulțumit de munca lui Balderston și a predat proiectul dramaturgului William J. Hurlbut și bibliotecarului Edmund Pearson. Scenariul în forma sa finală, combinând elemente ale acestor versiuni, a fost prezentat pentru revizuire biroului Hays în noiembrie 1934. Kim Newman a afirmat că regizorul Whale intenționa ca Elizabeth să fie cea care donează inima Miresei lui Frankenstein, dar istoricul de film Scott MacQueen a afirmat că Whale nu a avut niciodată o astfel de intenție.
Unele surse afirmă că Bela Lugosi și Claude Rains au fost luați în considerare, mai mult sau mai puțin, pentru rolul mentorului lui Frankenstein, Pretorius; altele spun că rolul a fost creat special pentru Ernest Thesiger. Din cauza problemelor de sănătate ale actriței Mae Clarke, Valerie Hobson i-a luat locul în rolul iubitei lui Henry Frankenstein, Elizabeth. La începutul producției, Whale a decis că aceeași actriță care va juca rolul Miresei va juca și rolul scriitoarei Mary Shelley din prologul filmului, pentru a reprezenta modul în care povestea - și groaza în general - izvorăsc din partea întunecată a imaginației. Regizorul s-a gândit la Brigitte Helm și la Phyllis Brooks înainte de a decide ca Elsa Lanchester să joace acest dublu rol. Lanchester, care l-a însoțit pe soțul ei, Charles Laughton, la Hollywood, a avut doar un succes moderat în timp ce Laughton a avut un impact puternic asupra mai multor filme, cum ar fi Viața particulară a lui Henric al VIII-lea (The Private Life of Henry VIII, 1933, pentru care el a primit premiul Oscar) sau filmul lui Whale O noapte de groază (The Old Dark House, 1932). Lanchester s-a întors singur în Londra în timp ce Whale a contactat-o pe soția sa pentru a-i oferi rolul dublu. Lanchester și-a modelat șuieratul Miresei pe baza sâsâitului lebedelor. Ea și-a provocat o durere de gât în timp ce Whale filma din mai multe unghiuri scena cu șuieratul Miresei lui Frankenstein.
Colin Clive și Boris Karloff au reprimit rolurile jucate anterior în Frankenstein (de creator și, respectiv, de creație). Hobson a declarat că alcoolismul lui Clive s-a agravat de la filmările peliculei originale, dar Whale nu a distribuit pe altcineva în acest rol deoarece „calitatea isterică” a acestuia era necesară pentru film. Karloff s-a opus vehement deciziei de a permite Monstrului să vorbească în acest film. „Vorbește! Prostii! Argumentul meu a fost că dacă monstrul ar avea vreun impact sau vreun farmec, asta ar fi datorită faptului că el nu era în stare să vorbească.” Această decizie a avut ca efect și faptul că Boris Karloff nu și-a putut îndepărta placa dentară, așa că obrajii săi nu erau supți ca în filmul original. Whale și psihiatrul studioului au selectat 44 de cuvinte simple pentru vocabularul Monstrului, pe baza unor lucrări-test ale unui băiat de zece ani care lucra la studio. Dwight Frye a revenit în rolul asistentului medicului, Karl, după ce a jucat rolul cocoșatului Fritz în filmul original. Frye a filmat și o scenă în care este un sătean anonim și rolul „nepotului Glutz”, un om care l-a ucis pe unchiul său și a dat vina pe Monstru. Boris Karloff este menționat pe generic simplu cu majuscule (KARLOFF), acesta era obiceiul studiourilor Universal când actorul se afla la cea mai mare înălțime a carierei sale. Elsa Lanchester este creditată pentru rolul scriitoarei Mary Wollstonecraft Shelley, dar într-o trimitere către filmul original, interpreta Miresei lui Frankenstein este creditată doar cu semnul întrebării „?” exact cum a apărut Boris Karloff pe genericul de la începutul filmului Frankenstein.

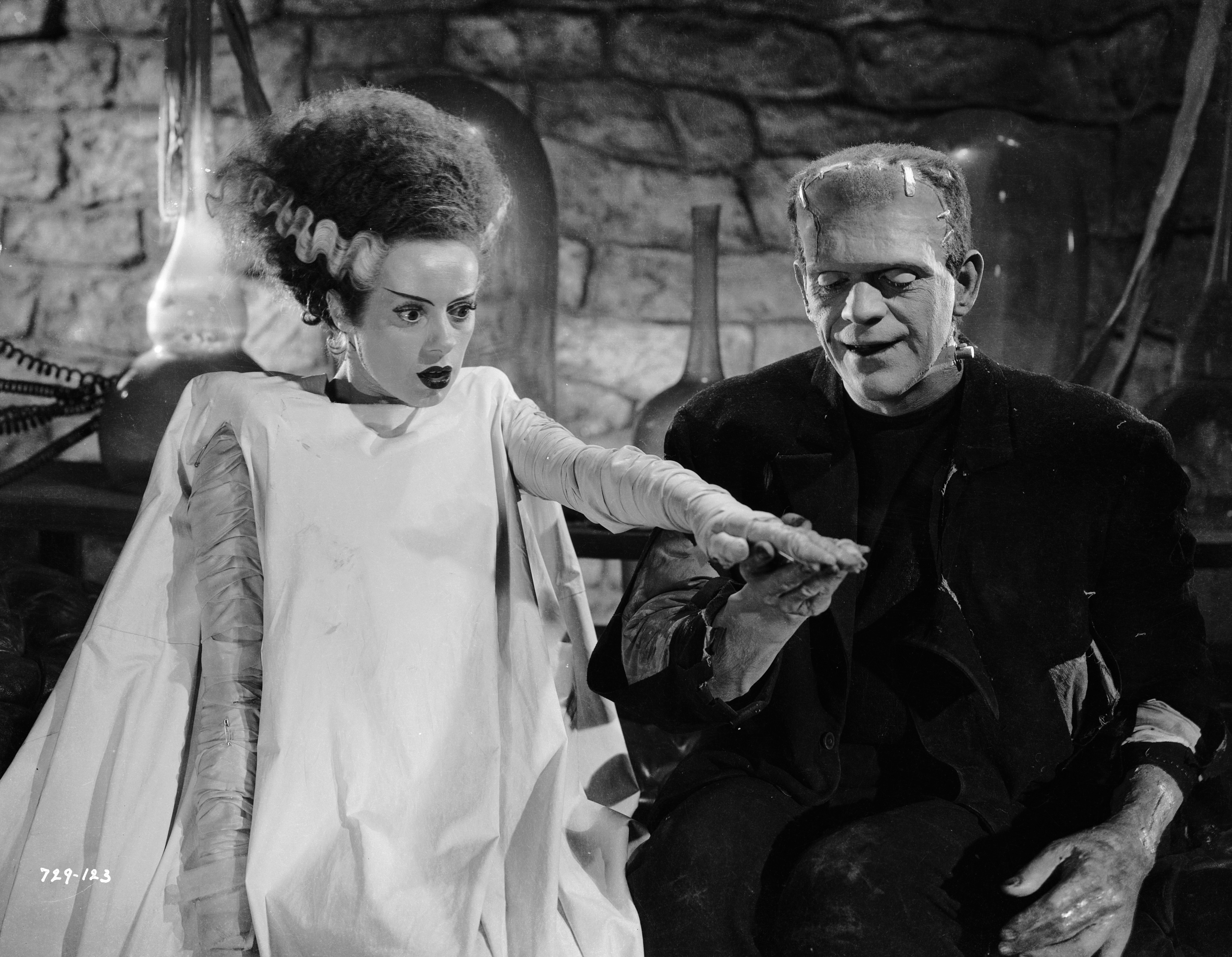
Elsa Lanchester și Boris Karloff în Mireasa lui Frankenstein. Coafura conică a miresei, cu pete strălucitoare albe pe fiecare parte, a devenit un simbol iconic al personajului și al filmului.

Machiorul studiourilor Universal Jack Pierce a acordat o atenție deosebită apariției monstrului în acest film. El a modificat designul din 1931 pentru a afișa efectele secundare ale incendiului de la moară, adăugând cicatrici și scurtând părul monstrului. Pe parcursul filmărilor, Pierce a modificat machiajul monstrului pentru a indica faptul că rănile acestuia s-au vindecat odată cu trecerea timpului. Pierce a creat machiajul Miresei cu o contribuție puternică din partea regizorului, mai ales în ceea ce privește stilul părului ei iconic, inspirat de cel al reginei Nefertiti. Părul actriței Lanchester a fost ondulat pe un cadru de sârmă pentru a se obține acest stil. Actriței Lanchester nu i-a plăcut să lucreze cu Pierce, ea a spus că „a simțit cu adevărat că Pierce a lucrat cu acești oameni ca și cum ar fi fost un zeu ... dimineața el venea îmbrăcat în alb ca și cum ar fi fost într-un spital gata să opereze”. Pentru a o juca pe Mary Shelley, Lanchester a purtat o rochie albă, brodată cu paiete de fluturi, stele și luni, la care actrița a auzit că au lucrat 17 femei timp de 12 săptămâni pentru a o face.
Kenneth Strickfaden a creat și a avut grijă de echipamentul din laborator. Strickfaden a reciclat numeroase mașinării pe care le-a creat pentru filmul original Frankenstein pentru a fi utilizate în Mireasa lui Frankenstein, inclusiv „dispersorul de raze cosmice” și „nebularium-ul”. Echipamentul generator de fulgere al lui Strickfaden a devenit o scenă de arhivă care a fost folosită în numeroase filme și emisiuni de televiziune. Omul din spatele efectelor fotografice speciale ale filmului a fost John P. Fulton, șeful departamentului de efecte speciale de la Universal Studios în acea perioadă. Fulton și David S. Horsely au creat homunculii pe parcursul a două zile prin filmarea actorilor în borcane de dimensiuni mari pe un fundal din catifea neagră și alinierea lor cu perspectiva borcanelor de pe platoul de filmare. Filmările din prim plan au fost editate cadru cu cadru și adăugate pe rola cu filmările din fundal. Actorul pitic Billy Barty este văzut foarte puțin timp, din spate, în filmul terminat ca un copil homunculus într-un scaun înalt, dar Whale a tăiat această scenă înainte de premiera filmului.
Whale s-a întâlnit cu Franz Waxman la o petrecere și i-a cerut să scrie o coloană sonoră pentru acest film. „Nimic nu este terminat [încă] în acest film, cu excepția scenei cu distrugerea turnului de la sfârșitul filmului. Ați compune o coloană sonoră pentru acest film?” l-a întrebat Whale. Waxman a creat trei teme distincte: una pentru monstru; una pentru mireasă și una pentru Pretorius. Muzica se termina, la sugestia lui Whale, cu un acord neplăcut puternic, menit să transmită ideea că explozia de pe ecran a fost atât de puternică încât cinematograful în care rulează filmul a fost afectat de ea. Constantin Bakaleinikoff a dirijat 22 de muzicieni pentru a înregistra coloana sonoră într-o singură sesiune de nouă ore.
Filmările au început la 2 ianuarie 1935, cu un buget estimat la 293.750 de dolari americani – aproximativ același buget ca al filmului original. S-a estimat că filmările vor dura 36 de zile. În prima zi, Karloff a intrat în apa de sub moara de vânt distrusă purtând un costum de cauciuc pe dedesubt. Aerul a intrat în costum și l-a făcut să arate umflat ca un „nufăr obscen”. Mai târziu, în aceeași zi, Karloff și-a rupt șoldul în timpul unei duble cascadorii. Clive și-a rupt piciorul. Filmările au fost finalizate la 7 martie 1935. Perioada de filmare a fost cu zece zile mai lungă deoarece regizorul l-a așteptat pe Heggie să fie disponibil pentru a-l juca pe Hermit. Cu un cost final de producție de 397.023 dolari americani, filmul a depășit bugetul inițial cu mai mult de 100.000 de dolari americani. În filmarea originală, Henry a murit în timp ce încerca să fugă din castelul care explodează. Regizorul a refilmat sfârșitul filmului pentru a permite supraviețuirea lui Henry, deși Clive este încă vizibil pe ecran în scena cu laboratorul care se prăbușește. Whale a scurtat scena finală și a reeditat întregul film, astfel încât din 90 de minute au rămas doar 75 de minute cu doar câteva zile înainte de data programată a premierei filmului.

## Cenzură

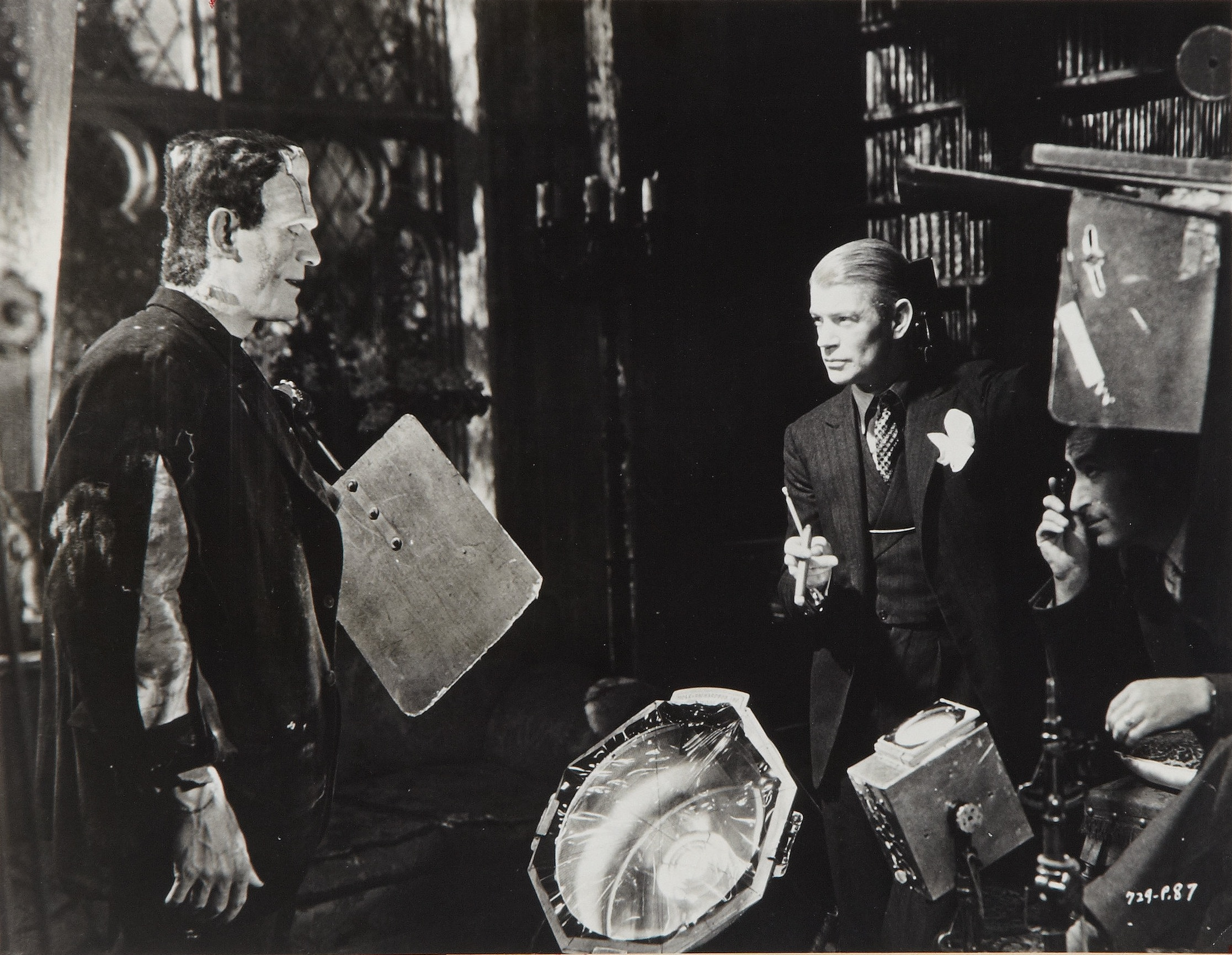
Actorul Boris Karloff, regizorul James Whale și directorul de imagine John J. Mescall pe platourile filmului Mireasa lui Frankenstein (1935)

Filmul Mireasa lui Frankenstein a fost subiectul unor cenzuri, atât în timpul producției din partea biroului Hays, cât și după premiera sa din partea unor comisii locale sau naționale de cenzură. Joseph Breen, șeful biroului Hays, a obiectat față de câteva dialoguri din scenariul inițial prezentat. În aceste dialoguri refuzate, Henry Frankenstein era comparat cu Dumnezeu, la fel și munca sa. Breen a continuat să se opună unor dialoguri asemănătoare din scenariile revizuite cât și față de o scenă planificată în care monstrul trecea printr-un cimitir în care se afla figura lui Iisus răstignit pe cruce iar monstrul încerca să-l „salveze” ca să coboare de pe cruce. Breen s-a opus și față de numărul mare de crime, atât văzute, cât și implicite și l-a sfătuit vehement pe Whale să le reducă numărul. Biroul de cenzură, după revizuirea filmului în martie 1935, a cerut să se facă o serie de tăieturi asupra scenariului. Whale a fost de acord să șteargă o secvență în care Glutz, nepotul lui Dwight Frye, îl ucide pe unchiul său și dă vina pe monstru. Whale a fost de acord să șteargă și filmările cu Elsa Lanchester ca Mary Shelley în care Breen a considerat că sânii ei sunt mult prea vizibili. În ciuda obiecțiilor sale anterioare, Breen nu a mai zis nimic de scena cu crucificarea sau de scena în care monstrul este legat de un par ca Iisus Hristos și nici de descrierea discretă a lui Pretorius ca fiind homosexual. Mireasa lui Frankenstein a fost aprobat de biroul de cenzură a producției la 15 aprilie 1935.
După lansarea sa însoțită de aprobarea biroului, filmul a fost contestat de comisia de cenzură a statului Ohio. Birouri de cenzură din Anglia și China s-au opus scenei în care monstrul privește cu admirație corpul neînsuflețit al Miresei, exprimându-și îngrijorarea că seamănă cu o scenă de necrofilie. Universal a retras în mod voluntar filmul din Suedia din cauza numeroaselor tăieturi din film cerute. Filmul a fost respins în totalitate în Trinidad, Palestina și Ungaria. O obiecție neobișnuită a venit de la cenzorii japonezi. Aceștia au afirmat că scena în care Pretorius urmărește miniatura lui Henric al VIII-lea cu o pensetă înseamnă lipsă de respect față de monarhie.

## Primire

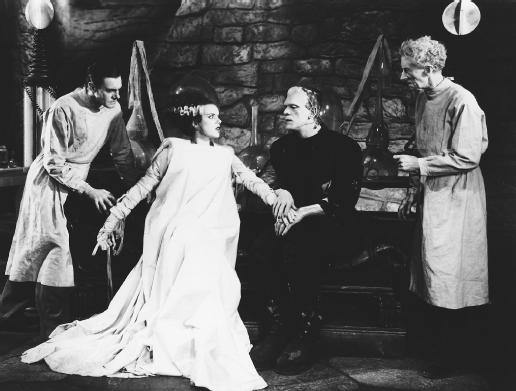
Colin Clive, Elsa Lanchester, Boris Karloff și Ernest Thesiger

Mireasa lui Frankenstein a fost un film profitabil pentru Universal. Un raport din 1943 arată că filmul a avut încasări de 2 milioane de dolari americani, adică un profit de 950.000 de dolari americani. Filmul a fost lăudat de criticii de film la premiera sa, cu toate că unii dintre ei și-au exprimat opiniile pe baza faptului că filmul a fost creat în genul de groază. New York World-Telegram a catalogat filmul ca pe o „bună distracție a acestui gen”. New York Post l-a descris ca fiind „o poveste bizară, înfiorătoare a genului său”. The Hollywood Reporter a afirmat că filmul este „o bucurie pentru cei care o pot aprecia”.
Revista Variety a afirmat despre film că „[este] unul dintre acele cazuri rare în care nimeni nu-l poate revizui fără a menționa cameramanul, directorul artistic și compozitorul în același timp cu actorii și regizorul”. Variety a lăudat și distribuția filmului, adăugând despre Karloff că „reușește să-i dea personajului său unele subtilități surprinzător de reale și de emoționante ... Thesiger în rolul doctorului Pretorious [este] o caracterizare a diabolicului dacă vreodată a fost făcută vreuna ... iar Lanchester îndeplinește două misiuni, prima în introducere ca scriitoarea Mary Shelley și apoi, spre final, ca femeia creată - rol în care impresionează cel mai mult.”
Revista Time a scris despre film că are „o vitalitate egală cu cea a filmului original ... Scenariștii Hurlbut & Balderston și regizorul James Whale au realizat o intensitatea a macabrului specifică celor mai bune lucrări de groază, dar Răul pur simbolizat de Frankenstein a fost înlocuit de un tip ciudat de patos mecanic”. Oakland Tribune a concluzionat că este „o fantezie produsă la o scară destul de magnifică, cu o scenografie excelentă și efecte fotografice fine”.
Deși Winnipeg Free Press credea că echipamentul electric care apare în film ar fi fost mai potrivit pentru Buck Rogers, cu toate acestea, a apreciat filmul ca fiind „incitant și uneori morbid de macabru”, declarând că „toți cei care au apreciat Frankenstein vor saluta Mireasa lui Frankenstein ca pe un succesor vrednic.” The New York Times l-a catalogat pe Karloff ca fiind „atât de splendid în rolul său încât toți care îl văd pot spune că el este [cu adevărat] Monstrul”. Times a lăudat toată distribuția principală a filmului și regia lui Whale și a concluzionat că Mireasa este „un film de groază de prim rang” și a sugerat profetic că „Monstrul ar trebui să devină o instituție ca Charlie Chan.” Filmul a fost nominalizat la un premiu Oscar pentru cea mai bună înregistrare sonoră (Gilbert Kurland).
Reputația filmului a crescut de la premiera sa. Pe web-site-ul Rotten Tomatoes, filmul are un rating de 100% pe baza a 41 de recenzii, cu un scor mediu de 9,1 din 10. Consensul critic al web-site-ului este că datorită „imaginii excentrice, camuflate, impresionante din punct de vedere tehnic și înfricoșătoare, Mireasa lui Frankenstein a îmbătrânit remarcabil de bine.” În 1998, filmul a fost adăugat în Registrul Național de Film al Statelor Unite, fiind considerat „semnificativ din punct de vedere cultural, istoric sau estetic.” Considerat frecvent capodopera lui James Whale, filmul este apreciat ca fiind „cel mai bun dintre toate filmele gotice de groază”. Revista Time a adăugat filmul Mireasa lui Frankenstein în lista sa cu Cele mai bune 100 de filme din toate timpurile, în care Richard Corliss și Richard Schickel au respins recenzia originală și au declarat că Mireasa lui Frankenstein este „una dintre acele continuări rare care este infinit superioară sursei sale”. În 2008, filmul a fost inclus în lista revistei Empire cu Cele mai bune 500 de filme din toate timpurile. În același an, Boston Herald l-a considerat al doilea cel mai bun de film de groază din toate timpurile după Nosferatu – Simfonia groazei. În 2016, James Charisma de la Playboy a plasat filmul pe locul 7 în lista lor cu cele mai bune 15 continuări decât originalele lor. Entertainment Weekly consideră filmul mai bun decât cel original, Frankenstein.

## Interpretări

### Simbolismul creștin
Simbolismul creștin apare pe tot parcursul filmului. În plus față de scenele cu monstrul legat într-o poziție cruciformă și figura răstignită a lui Iisus în cimitir, pustnicul (parcă coborât din Noul Testament) are un crucifix pe peretele cabanei sale, pe care, spre consternarea regizorului, monteurul Ted Kent l-a făcut să strălucească în timp ce imaginea se întunecă. Într-o altă scenă, monstrul consumă pâine și vin în timpul ultimei cine cu pustnicul. Cercetătorul domeniului horror David J. Skal sugerează că intenția lui Whale era de a face o „comparație directă a monstrului lui Frankenstein cu Hristos”. Istoricul de film Scott MacQueen, observând lipsa de convingeri religioase a lui Whale, contestă ideea că monstrul este o figură a lui Hristos. Mai degrabă, monstrul este o „batjocură a divinului” deoarece, fiind creat de om și nu de Dumnezeu, îi lipsește „scânteia divină”. La răstignirea monstrului, MacQueen afirmă că Whale „a iritat în mod deliberat publicul” prin inversarea credinței creștine centrale a morții lui Hristos urmată de înviere. Monstrul este „înviat” mai întâi din moarte, apoi răstignit.

### Aluzii la minorități sexuale
După zeci de ani de la premieră, istoricii moderni de film au remarcat posibile aluzii către minoritățile sexuale în acest film. Regizorul James Whale și-a afirmat public orientarea sa sexuală ca homosexual, la fel și unii actori din distribuție, ca de exemplu Ernest Thesiger și Colin Clive, despre care se crede că erau homosexuali sau bisexuali. Deși James Curtis, biograful lui Whale, respinge ideea că regizorul s-ar fi identificat cu monstrul dintr-o perspectivă homosexuală, cercetătorii au perceput un subtext homosexual răspândit de-a lungul întregului film în special întruchipat în personajul lui Pretorius și relația sa cu Henry.
Istoricul de film și activistul LGBT Vito Russo, în privința lui Pretorius, nu reușește să identifice personajul ca fiind homosexual, în schimb se referă la el ca fiind „sissified” (adică efeminat)., Cuvântul englezesc „sissy” reprezintă codul de la Hollywood pentru „homosexual”. Pretorius are rolul unui „Mefistofele gay”, o figură a seducției și ispitei, care merge atât de departe încât îl îndepărtează pe Frankenstein de mireasa sa în noaptea nunții sale, pentru a se angaja în actul nenatural de a crea viața care nu se poate reproduce. O nuvelizare a filmului publicată în Anglia a clarificat această implicație, în această carte Pretorius îi spune lui Frankenstein: Crește și înmulțește-te. Să ne supunem poruncii biblice: desigur, poți alege calea naturală; dar în ceea ce mă privește, mi-e teamă că nu o pot face decât pe calea științifică.
Monstrul își exprimă afecțiunea sa față de pustnic în același mod ca afecțiunea sa față de mireasă: cu același cuvânt („prieten”). Acest lucru a fost văzut ca o sexualitate nestabilită și bisexuală. Elizabeth Young scrie: „El nu are cunoștințele înnăscute privind legătura dintre un bărbat și femeie pe care urmează să o creeze cu mireasa, această legătură este presupusă a fi cea primară sau că poartă o altă valență sexuală datorită relațiilor sale [anterioare cu Pretorius și pustnicul]: toate relațiile afective sunt la fel de ușor considerate 'prietenie' ca și 'căsătorie'.”  Într-adevăr, relația sa cu pustnicul a fost interpretată ca o căsătorie homosexuală pe care societatea heterosexuală nu o va tolera: „Nici o greșeală - aceasta este o căsătorie și una viabilă ... Dar Whale ne amintește repede că societatea nu o aprobă. Monstrul - străinul - este alungat repede din scena sa de plăcere domestică” scrie criticul cultural Gary Morris în Bright Lights Film Journal. În scena creației miresei, continuă Morris, „Whale amintește publicului (șefilor săi de la Hollywood, colegilor și tuturor care privesc scena) despre măreția și puterea creatorului homosexual.”
Producătorul de film Curtis Harrington, prieten și confident al lui Whale, a respins acest lucru ca fiind ”o evaluare a criticilor mai tineri. Toți artiștii creează lucrări care izvorăsc din mintea lor inconștientă; mai târziu [cineva] va analiza și va spune că are un anumit simbolism, dar cel care a creat lucrarea nu s-a gândit la așa ceva și pariez pe viața mea că nici James Whale nu a avut în minte astfel de concepte.” Ca răspuns la existența în film a unor aluzii la minoritățile sexualele, Harrington a declarat: „Opinia mea este că [toate aceste presupuneri] sunt doar niște porcării. Acestea sunt interpretări critice care nu au nimic de-a face cu inspirația inițială.” Partenerul lui Whale, David Lewis, a declarat că orientarea sexuală a lui Whale nu era ceva nemaipomenit în lumea producătorilor de film, precizând că: „Jimmy a fost în primul rând și înainte de toate un artist, iar filmele sale reprezintă opera unui artist - nu ale unui artist gay, ci ale unui artist.”

## Refaceri
Universal Pictures a încercat să refacă Mireasa lui Frankenstein în mai multe rânduri. În timp ce romanul Frankenstein a fost ecranizat de numeroase ori, cea mai apropiată refacere a Miresei lui Frankenstein a fost Mireasa (1985), film în care joacă Sting, Clancy Brown și Jennifer Beals. În 1991, studioul a încercat să refacă filmul pentru televiziunea prin cablu MCA Television, iar Martin Scorsese și-a exprimat interesul de a-l regiza.

## Reimaginare a filmului
În primul deceniu al secolului al XXI-lea, Universal Pictures s-a asociat cu Imagine Entertainment și i-a contractat pe Shari Springer Berman și Robert Pulcini (cei care au scris scenariul pentru Splendoare americană - American Splendor) pentru a scrie o refacere a filmului. Scenariștii au creat o poveste care are loc în New York-ul contemporan. Jacob Estes a fost, de asemenea, implicat în acest proiect la un moment dat și a scris o schiță a scenariului. În iunie 2009, Universal și Imagine au început negocierile cu regizorul Neil Burger și scenaristul Dirk Wittenborn, iar producătorul Brian Grazer a fost însărcinat să supravegheze dezvoltarea refacerii.
În decembrie 2015, revista Variety a anunțat că David Koepp va scrie scenariul acestui film. În mai 2017, Universal Pictures a anunțat că seria sa clasică de filme Universal Monsters va fi reînnoită într-o reinterpretare modernă, serie denumită Dark Universe. Seria nouă a început cu filmul Mumia (The Mummy) din 2017 și se presupune că viitorul film va fi Mireasa lui Frankenstein, în regia lui Bill Condon. Filmul a fost programat să aibă premiera la 14 februarie 2019, dar, din cauza unor probleme cu scenariul, Universal Pictures și regizorul Bill Condon au decis să amâne acest proiect. În octombrie 2017, pre-producția filmului a început atunci când echipa de creație și studioul au decis să amâne lansarea pentru a continua lucrul la scenariu cu intenția de a îmbunătăți povestea. Deadline a afirmat că Javier Bardem și Angelina Jolie încă fac parte din distribuția noului film ca monstrul lui Frankenstein și, respectiv, mireasa acestuia. În aceeași lună, Condon a declarat că, dacă Jolie decide să părăsească proiectul, ar fi interesat s-o vadă pe Gal Gadot în rolul titular. Însă, la 8 noiembrie 2017, Alex Kurtzman și Chris Morgan au început lucrul la alte proiecte, lăsând în dubii viitorul francizei Dark Universe.
În ianuarie 2018, Condon a strâns o echipă de producție compusă din scenaristul Tobias A. Schliessler, designerul de producție Sarah Greenwood, compozitorul Carter Burwell și designerul de costume Jacqueline Durran.

## În cultura populară occidentală
În următoarele filme artistice apar scene în care pe ecranele unor televizoare apar imagini din Mireasa lui Frankenstein:
- The Funhouse (1981), regia Tobe Hooper, scenariul Larry Block; cu actorii Elizabeth Berridge, Kevin Conway, William Finley.
- Mireasa lui Chucky (1998), regia Ronny Yu; cu actorii Katherine Heigl, Jennifer Tilly, Brad Dourif.
- Zei și monștri (1998), regia Bill Condon; cu actorii Ian McKellen, Brendan Fraser, Lynn Redgrave, Lolita Davidovich.

Titlul de lucru Bride of the Atom și titlul final al filmului Bride of the Monster din 1955 fac aluzie la filmul Mireasa lui Frankenstein.

## Vezi și
- Listă de filme cu Frankenstein
- Listă de filme produse de Universal Pictures
- Listă de filme științifico-fantastice din anii 1930
- Listă de filme de groază din anii 1930
- Listă de filme cu ratingul 100% pe Rotten Tomatoes
- Listă de filme străine până în 1989
- Lista Time cu cele mai bune 100 de filme din toate timpurile
- Listă de filme idol: B
- Istoria filmului științifico-fantastic
- Istoria științifico-fantasticului
- Listă de filme americane din 1935